# Royal Milmort Football Club
Actualités
Dernière mise à jour : 9 février 2011.
Le Royal Milmort Football Club (ou R. Milmort FC) était un club de football belge localisé à Milmort près d'Herstal. Fondé en 1922, ce club portait le matricule 208. Ses couleurs étaient Noir et Blanc.
Le matricule 208 évolua durant 14 saisons en séries nationales.
Le club évoluait encore en 4e provinciale liégeoise (8e niveau), lors de la saison 2007-2008. Il n'existe plus en 2010, mais nous n'avons pas sa date de disparition exacte.

## Historique
- 1922 : Fondation de MILMORT FOOTBALL CLUB. Probablement, la reconstitution d'un club homonyme entré dans une fusion formant l'AS Herstalienne en 1919.
- 1926 : MILMORT FOOTBALL CLUB se vit attribuer le matricule 208.
- 1932 : MILMORT FOOTBALL CLUB (208) accéda pour la première fois aux séries nationales. Cette première expérience dura trois saisons.
- 1958 : MILMORT FOOTBALL CLUB (208) fut reconnu Société Royale et prit peu après le nom de ROYAL MILMORT FOOTBALL CLUB (208).
- 1961 : ROYAL MILMORT FOOTBALL CLUB (208) fut relégué en séries provinciales après une dernière saison jouée en "nationale" (10 ans après sa dernière relégation).
- 2008 : ROYAL MILMORT FOOTBALL CLUB (208) évoluait encore en P4 liégeoise (8e niveau)
- 2010 : ROYAL MILMORT FOOTBALL CLUB n'existe plus. Le matricule 208 a été radié.

## Classements en séries nationales
Statistiques clôturées - Club disparu

### Bilan
| Niv | Divisions    | Jouées | Titres | TM Up | TM Down |
| --- | ------------ | ------ | ------ | ----- | ------- |
| I   | 1e nationale | 0      | 0      |       |         |
| II  | 2e nationale | 0      | 0      |       |         |
| III | 3e nationale | 13     | 0      |       |         |
| IV  | 4e nationale | 1      | 0      |       |         |
|     |              |        |        |       |         |
|     | TOTAUX       | 14     | 0      |       |         |

- TM Up= test-match pour départager des égalités, ou toutes formes de Barrages ou de Tour final pour une montée éventuelle.
- TM Down= test-match pour départager des égalités, ou toutes formes de Barrages ou de Tour final pour le maintien.

### Saisons
| Ordre | Saison    | Nom du club               | Niveau                 | Classement final | Remarques           |  |
| ----- | --------- | ------------------------- | ---------------------- | ---------------- | ------------------- |  |
| 1     | 1932-33   | Milmort FC                | Promotion (D3) série D | 7e/14            |                     |  |
| 2     | 1933-34   | Milmort FC                | Promotion (D3) série D | 10e/14           |                     |  |
| 3     | 1934-35   | Milmort FC                | Promotion (D3) série D | 14e/14           | Relégué !           |  |
|       |           |                           |                        |                  | séries régionales   |  |
| 4     | 1936-37   | Milmort FC                | Promotion (D3) série A | 7e/14            |                     |  |
| 5     | 1937-38   | Milmort FC                | Promotion (D3) série C | 5e/14            |                     |  |
| 6     | 1938-39   | Milmort FC                | Promotion (D3) série A | 10e/14           |                     |  |
|       | 1939-1940 | Compétitions interrompues |                        |                  |                     |  |
|       | 1940-1941 | Compétitions régionales   |                        |                  |                     |  |
| 7     | 1941-42   | Milmort FC                | Promotion (D3) série D | 13e/14           |                     |  |
| 8     | 1942-43   | Milmort FC                | Promotion (D3) série A | 15e/16           | Relégué !           |  |
|       |           |                           |                        |                  | séries régionales   |  |
| 9     | 1945-46   | Milmort FC                | Promotion (D3) série D | 11e/18           |                     |  |
| 10    | 1946-47   | Milmort FC                | Promotion (D3) série C | 10e/17           |                     |  |
| 11    | 1947-48   | Milmort FC                | Promotion (D3) série B | 12e/16           |                     |  |
| 12    | 1948-49   | Milmort FC                | Promotion (D3) série C | 15e/16           | Relégué !           |  |
|       |           |                           |                        |                  | séries provinciales |  |
| 13    | 1950-51   | Milmort FC                | Promotion (D3) série C | 15e/16           | Relégué !           |  |
|       |           |                           |                        |                  | séries provinciales |  |
| 14    | 1960-61   | Milmort FC                | Promotion série C      | 16e/16           | Relégué !           |  |
|       |           |                           |                        |                  | séries provinciales |  |
|       | 2010      | Club disparu              |                        |                  |                     |  |

### Sources et liens externes
Joueurs célèbres : 
- Calogero Carella
- Amine Hayyen
- Angelo Carella
- Ersan Ergan
- Lorelai aka LOLO ( blessé a vie )